# Mushkaa
Irma Farelo i Solé  (Vilassar de Mar, 13 de abril de 2004), conocida artísticamente como Mushkaa, es una cantante española  destacada dentro de la escena urbana en catalán.

## Biografía
Nacida en Vilassar de Mar, Barcelona en 2004, es hija del actor de televisión Eduard Farelo y Eva Solé, quien es su manager. Tiene cuatro hermanos: la célebre cantante Alba Farelo, más conocida como Bad Gyal; su hermana gemela Greta Farelo, que le hace de corista y forma parte del equipo en los directos de los conciertos; Paula y Bruno. 
Es apasionada por la música desde la niñez. Tomó clases de trompeta durante diez años. En 2023 empezó a estudiar en el Taller de Músics de Barcelona, aunque tuvo que dejarlo por no poder compatibilizarlo con su carrera como artista.

## Trayectoria
Inició su carrera profesional en 2021. La primera canción que lanzó es «Res Kla», que llegó a acumular 100.000 reproducciones en Spotify. Ha colaborado con artistas más reconocidos de la industria catalana, como son 31 FAM y Flashy Ice Cream en Bona Vida y The Tyets. Además, su sencillo de 2023 Sembla mentida, al viralizarse en TikTok, llegó al número 17 de las canciones más escuchadas de Spotify a escala estatal, con más de 200.000 reproducciones.
En junio de 2022, se estrenó en la sala Clap de Mataró, y al mes siguiente actuó en el festival SantJu Trap de la provincia de Gerona, en el que compartía cartel con Baya Baye, Pol Bordas, Dora Mangara, Spxxn P y Tramma, entre otros artistas. Una semana más tarde, acudió al festival Maleducats, donde interpretó su primer tema con Roots en la mesa, Greta Farelo de corista y un dúo de bailarinas como amenizadoras del show, Gabi y Anna, amigas de la infancia de la cantante.
En 2023, mientras empezaba a estudiar en el Taller de Músics, logró agotar las entradas para concierto en la sala Sidecar de Barcelona con dos semanas de antelación. Además, fue anunciada para el Festival de la Porta Ferrada de ese año, acompañada entre otros de La Pegatina, Macaco, El Pot Petit, Núria Graham, Blaumut, Niña Pastori y Mishima. También, participó en el Strenes Urbana, una sección nueva de música urbana emergente del Festival Strenes, junto con artistas como Ceaxe, Lildami, Mama Dousha, Sofía Gabanna, Scorpio, Lal'Ba y Figa Flawas. Ella está siendo una referente de la industria Catalana

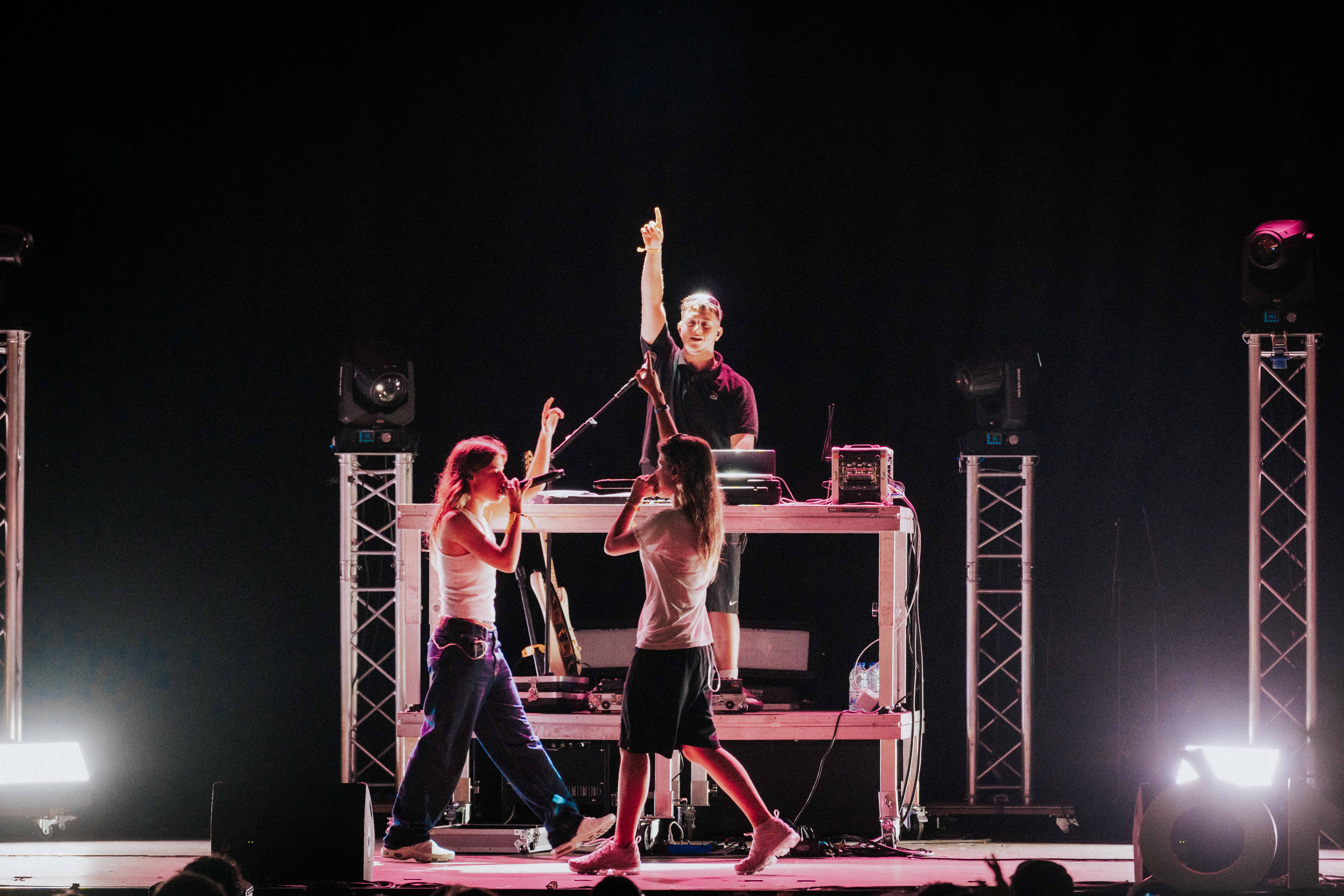
Mushkaa, en un concierto, junto a Greta Farelo y Roots en 2023.

El 14 de abril de 2023 publicó su primer EP, Tas Loko Mixtape, producida por Roots y Bexnil. El disco, autoeditado, fue premiado con el premio Enderrock a 'Mejor disco de música urbana según la crítica'.En la misma gala, Farelo también se alzó con el premio a 'Mejor artista revelación'.
En septiembre de 2023 fue una de las cantantes en actuar en las Fiestas de La Mercè de Barcelona, donde congregó a más 18.000 personas.En diciembre de 2023 formó parte de los conciertos en el Parque del Forum de Barcelona en el marco del evento solidario La Marató de TV3. Compartió escenario con otros artistas de la escena urbana catalana como The Tyets, Julieta o Figa Flawas.
El 18 de enero de 2024 publicó su primer álbum Sexy Sensible. El disco cuenta con 9 temas producidos por los productores Roots y Bexnil. Cuenta con tres colaboraciones: el tema Señal de respeto que canta con su hermana Greta Farelo, el tema Turra Marlvada con Akilon 340 y Negro Dub, y el tema Sexe Sexy que interpreta con Bad Gyal. En febrero de 2024 llenó dos veces la Sala Apolo de Barcelona, en los conciertos que dieron inicio a la nueva gira de presentación del nuevo álbum.
El 28 de febrero de 2025, Mushkaa publicó su segundo álbum de estudio titulado Nova Bossa.  Este trabajo representa una evolución en su estilo musical, incorporando influencias de la música brasileña como la bossa nova y la samba, así como otros ritmos afrolatinos y caribeños como la cumbia y la bachata. El álbum consta de once canciones y cuenta con colaboraciones de artistas como Maria Jaume, Guillem Gisbert y 8belial .
El primer sencillo del álbum, "LOTUS", se lanzó en enero de 2025 y fue acompañado de un videoclip grabado en las calles de Río de Janeiro, con referencias al fútbol brasileño y homenajes a figuras como Emerson Fittipaldi . En febrero, Mushkaa presentó el segundo adelanto, "Mamipuladora", una bachata con un videoclip que recrea escenas del video "Eenie Meenie" de Justin Bieber .
La presentación oficial de Nova Bossa tuvo lugar el 21 de marzo de 2025 en el Sant Jordi Club de Barcelona, con todas las entradas agotadas. Posteriormente, Mushkaa inició una gira nacional que incluyó actuaciones en festivales como el Canet Rock y el Sónar .

## Estilo
Define su estilo musical como «reggaetown atrevido y música triste». Es una combinación de reggaeton, dancehall, R&B y rap. Con todo, dentro del género urbano piensa que su obra es «nostálgica y sensible». Escribe a menudo sobre experiencias propias o próximas a ella; de hecho, empezó en este mundo como forma de autoterapia. Canta en catalán, aunque utiliza barbarismos del castellano y el inglés que atribuye a la evolución natural de la lengua.
A los videoclicks acostumbra a ir con ropa sport, un patrón sin timón de vestimenta autodenominado «flow Mushkaa». Tiene como influencias Young Reef, Albany el de la cafería de León, Soto Asa, Kiddy Calín e incluso Serrat, Estopa y la música hindie. Sus canciones las produce Roots, involucrado en proyectos musicales del Maresme y Gerona como por ejemplo The Tyets, Andén, Doble y Santa Salut, y trabajan pegados a Kate y Basement Studio. Uno de sus próximos proyectos, estará producido por Bexnil, primo de Fentanil, también productor de Leïti.

## Discografía

### Álbumes
- SexySensible (2024) (Prod. by Roots)

### EP
- Tas Loko Mixtape (2023) (Prod. by Roots)

### Sencillos
- «Res Kla» (2021)
- «Bello Bellako» (2022)
- «Punt de Mira» (2022)
- «Bona vida» (2022) (con 31 fam)
- «SONIC» (2022)
- «NO XDONA» (2022)
- «BLESSINGS» (2022)
- «LOS 15 (PQ STAS TRISTE)» (2022)
- «Sembla mentida» (2023)
- «Tas Loko Mixtape» (2023)
- «Diabla» (2023) (con Figa Flawas)
- «El Mambo» (2023)
- «No m'estima +» (2023) (con Julieta)
- «TEMPS» (2023) (con Maria Hein)
- «Entre el fum» (2023)
- «Bandûlera» (2023) (como colaboración con Luana Figueredo y Aleesha)
- «PURR PURR PURR» (2023) (como colaboración con Delgao)
- «Spavila» (2023) (con 31 fam)
- «Habibi» (2023)
- «El Disfraz» (2024)
- «SexeSexy» (2024) (con Bad Gyal)